# Перед рассветом (фильм, 1989)
«Пе́ред рассве́том» — советский фильм. Режиссёр — Ярополк Лапшин.

## Сюжет
Лето 1941 года. Небольшая железнодорожная станция в прифронтовой полосе. В один из вагонов спешно грузят группу уголовников. Не успевает поезд проехать и нескольких километров, как подвергается авианалёту и атаке парашютного десанта. После боя из всего состава в живых остаются только трое: молодой лейтенант НКВД, «вор в законе» и репрессированный партийный работник. Они бегут в лес, подальше от разбитого поезда и преследующих их немцев. В такой ситуации заключённые, казалось, могли бы считать себя свободными, но лейтенант думает иначе и намерен доставить их к месту назначения. Логика дальнейших событий  сближает уголовника, политзэка и чекиста в их ненависти к немецко-фашистским захватчикам. В ходе обстоятельств уголовник Васька-Штырь погибает от рук фашистов, а репрессированный и чекист добровольно сдаются немцам, дабы те не расстреляли заложников, заподозренных в совершении диверсий. Немецкий комендант отдаёт приказ не вешать сдавшихся, а расстрелять, что и происходит позже… перед рассветом.

## В ролях
- Евгений Миронов — младший лейтенант НКВД
- Валерий Рыжаков — Николай Петрович
- Александр Панкратов-Чёрный — Васька-усатый (Штырь)
- Игорь Варпа — Оберст
- Вячеслав Кириличев — Ефим, старик
- Раиса Рязанова — лесничиха
- Олег Корчиков — майор
- Константин Степанков — Валентин Сергеевич Неволин
- Вера Альховская — жена Ефима
- Николай Бадьев — старик на вокзале
- Виктор Уральский — дед-зэк